# روز شکست: سورس
روز شکست: سورس (به انگلیسی: Day of Defeat: Source) یک بازی ویدیویی تیراندازی اول شخص چند نفره آنلاین مبتنی بر تیم است که در جنگ جهانی دوم جریان دارد و توسط ولو ساخته شده‌است. بازی یک بازسازی از عنوان روز شکست است که مهم‌ترین ویژگی آن، انتقال بازی از موتور GoldSrc به موتور بازی سورس می‌باشد. این بازی در تاریخ ۲۶ سپتامبر ۲۰۰۵ برای مایکروسافت ویندوز در استیم منتشر شد. توزیع نسخه فیزیکی بازی توسط الکترونیک آرتس انجام شد.
بازی در فوریه ۲۰۰۵ معرفی شد. روز شکست: سورس دارای ویژگی‌های طراحی جدید در موتور سورس مانند ارائه دامنه دینامیکی بالا و جلوه‌های سینمایی است. بازی دربارهٔ دو تیم، نیروی زمینی ایالات متحده آمریکا و ورماخت است که هر کدام به شش کلاس بازیکن دسترسی دارند و در سناریوهای مختلف با الهام از درگیری‌های جنگ جهانی دوم در اروپا در سال ۱۹۴۴ می‌جنگند.
پس از انتشار به‌طور کلی بازی با استقبال مطلوبی روبرو شد، بخاطر گیم پلی و استراتژیک و گرافیک، صداپردازی خارق العاده آن مورد ستایش قرار گرفت. با این حال، بازی بخاطر کمبود محتوا در زمان انتشار مورد انتقاد قرار گرفت، اگرچه در به روزرسانی‌های بعدی حالت‌ها و مراحل جدیدی به بازی اضافه شد.

یک بازیکن در حال فرود در ساحل آنتسیو است. این منطقه به عنوان نقطه ورود تیم متفقین عمل می‌کند.

## بازتاب‌ها
| گردآورنده  | امتیاز |
| ---------- | ------ |
| گیم‌رنکینگز | 81%    |
| متاکریتیک  | 80/100 |

| ناشر                 | امتیاز |
| -------------------- | ------ |
| وان‌آپ.کام            | B−     |
| گیم‌اسپات             | 8.1/10 |
| گیم‌اسپای             | [ ۸ ]  |
| آی‌جی‌ان               | 8.4/10 |
| پی‌سی گیمر (بریتانیا) | 86%    |
| پی‌سی زون             | 7.9/10 |

روز شکست: سورس با استقبال مثبت ۸۰/۱۰۰ و ۸۱٪ از سایت‌های متاکریتیک و گیم‌رنکینگز مواجه شد.